# Pałac Schoenbergów w Wąchocku
Pałac Schoenbergów – pałac rodu Schoenbergów, znajdujący się w Wąchocku. Został wybudowany pod koniec XIX wieku przez Naumana.

## Historia

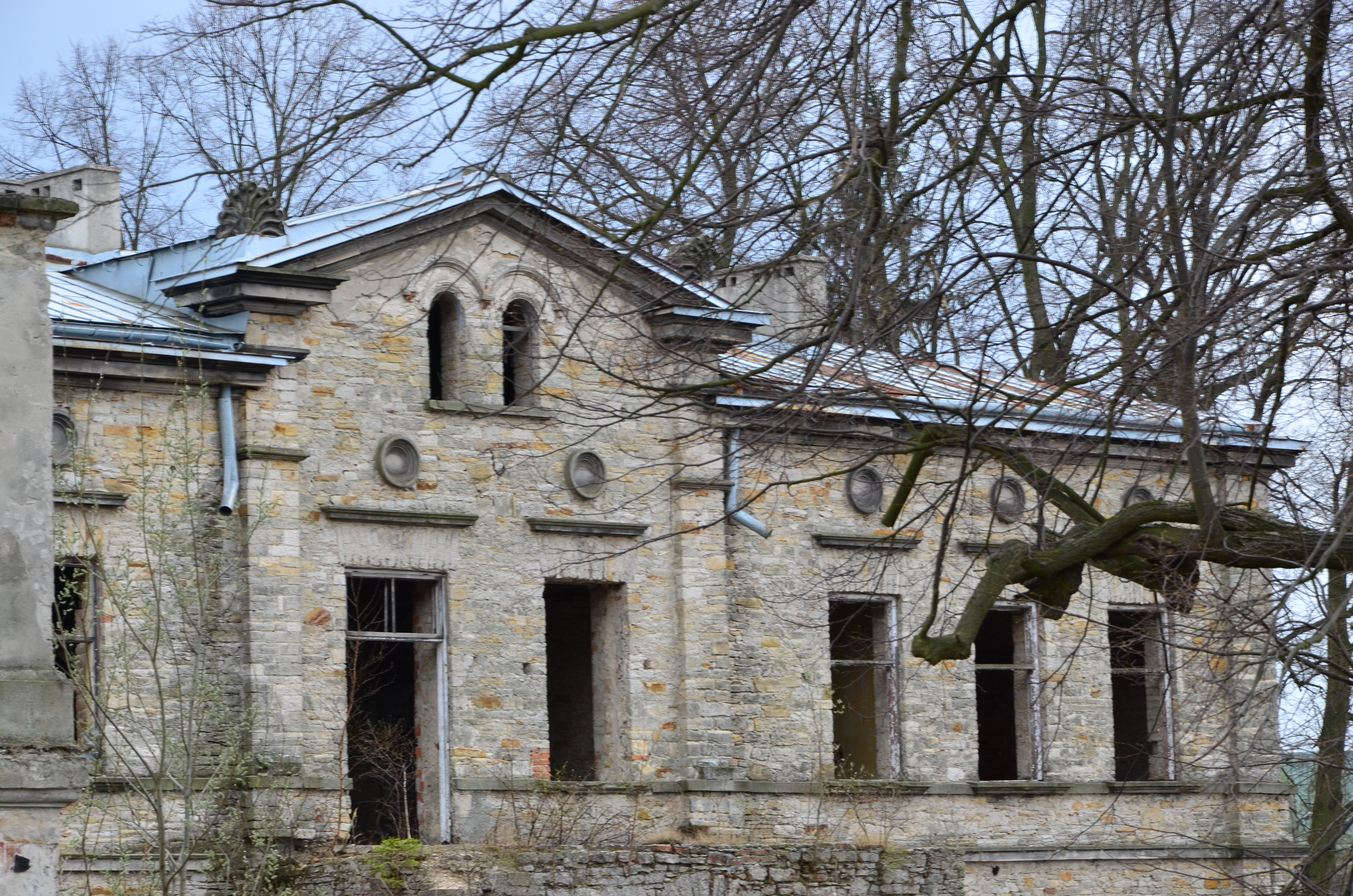
Front pałacu

Powstał pod koniec XIX wieku. Wybudował go Nauman, właściciel funkcjonujących w Wąchocku zakładów metalowych. Zakłady metalowe uruchomiono w 1833 roku w ramach inwestycji Banku Polskiego. Po 1833 został przebudowany cały układ wodny oraz zabudowania fabryczne. W jednej z hal warsztatów metalowych stworzono młyn. Zakłady zostały zniszczone w 1868 roku przez powódź, która nawiedziła miasto. Po przejściu żywiołu obiekt stał się ruiną. Powódź po raz kolejny nawiedziła Wąchock 23 października 1868 roku, przez co jeszcze bardziej pogorszyła stan zakładów metalowych. W ten sam dzień całość zakupił Piotr Hutt, który sprzedał zakład w 1888 roku niemieckiemu przedsiębiorcy Robertowi Neumanowi. Ten założył fabrykę walców młyńskich, polepszył stan młyna oraz wybudował murowany, piętrowy dom mieszkalny, który przypominał strukturę pałacu. Obiekt był budowlą o cechach neoklasycystycznych, zdobiony rozetami, medalionami oraz metalowymi palmetami w zwieńczeniu dachu. W późniejszym okresie gospodarzem rezydencji został zięć Roberta – Mikołaj Schoenberg. Po jego śmierci fabryką kierowali jego synowie. Jeden z nich, Robert, po zajęciu Wąchocka przez Niemców był wójtem gminy. Pod koniec II wojny światowej rodzina Schoenbergów opuściła miasto, a zakład metalowy przejęło państwo. W pałacu siedzibę mieli m.in. posterunek milicji, urząd gminny, przedszkole, ośrodek zdrowia, a nawet miejscowy klub ludowy. Obecnym (rok 2020) właścicielem obiektu jest Przedsiębiorstwo Polonijno-Zagraniczne, które ma siedzibę w Łodzi. Stanowi własność stowarzyszenia Novum Flumen, które planuje remont zabytku. Przedsiębiorstwo planuje urządzić w nim kompleks wypoczynkowo-rekreacyjny.